# 脳内ポイズンベリー
『脳内ポイズンベリー』（のうないポイズンベリー、Poison Berry in My Brain ）は、水城せとなによる日本の漫画作品。『コーラス』→『Cocohana』（集英社）にて2010年2月号より2015年5月号まで不定期に連載された。単行本は全5巻。何らかの選択を迫られた際の心境描写を、脳内に住まう老若男女の会議という形で表現していることが特徴の作品。
2015年5月9日に真木よう子主演で実写映画公開。

## あらすじ
30歳目前にして、飲み会で23歳の男に一目惚れしてしまったいちこ。後日、駅で偶然彼を見つけたいちこの脳内では、声をかけるべきか否か、意見が対立していた。

## 登場人物
櫻井 いちこ（さくらい いちこ）
30歳。以前は会社勤めをしていたが、結婚する予定もあった社内恋愛の相手に浮気された上にその相手とできちゃった結婚された。童顔のため、年齢より若く見えるが、今ではフリーターかつ恋人がいないという身であることを年齢と併せて考え悩むことが多い。趣味は手芸で、手作りの小龍包の携帯ストラップを付けている。会社を辞めた後は、友人の礼子から依頼される原稿書きなどをこなしつつ、ケータイ小説を書いている。
脳内の紛糾を乗り越えて、本音で早乙女に告白してしまう。
いちこの脳内キャラクター
- 吉田 - 議長を務めるメガネ男子。多数派に従いがちな風見鶏。
- 池田 - ネガティブな思考を表す。まとめ髪のそれなりに年のいった女性で、あらゆる行動に否定的消極的で嫌味な言動。
- ハトコ - 瞬間の感情を表す。嬉しい、悲しい、ときめきなどを直截に表現する子供じみた性格で、ゴスロリ風にアレンジした服装の少女。
- 石橋 - ポジティブな思考を表す。陽気な性格で、多くの場合はハトコと同調するが、悲しみや空虚をハトコが感じている時でも強引にポジティブで乗り切ろうとすることも。
- 岸 -記憶を表し、記録係の初老の男性。票決が偶数で割れた時は参加する。
- 黒い女 - 普段は会議に参加していない。恋愛事に関して会議がまとまらない時に突如現れ、本能的な行為へ導く存在。白髪で表現され白い服を着ることの多いいちこを、黒く染め上げたようなデザイン。

早乙女 亮一（さおとめ りょういち）
23歳。美大出身。フリーターをしながら立体造形を手がけている。いちこと肉体関係も持ち、告白されたのをきっかけに付き合い始めるが、脳内で考えを勝手に完結させてしまいがちないちこの言動に振り回されたり、勘違いすることもある。早乙女自身も感情的な部分が強く、突如怒鳴る、ふてくされてデートの途中で帰るなどの振る舞いが見られ、いちこもまた彼に翻弄される。
越智（おち）
早乙女の同級生の兄で、中学生の頃から親しい。川上の友人。出版社に勤めており、いちこのケータイ小説の書籍化を提案する。いちこと同じように、結婚を予定していた恋人に捨てられてしまった経験を持ち、現在は付き合っている相手はいないが結婚願望は人並みに強い。いちこに好意を持つが、いちこは彼の理性的で穏やかな人格を評価しながらもときめきを抱けない。
川上 礼子（かわかみ れいこ）
いちこの友人。いちこが早乙女と出会った合コンに、いちこを誘った。

## 書誌情報
- 水城せとな 『脳内ポイズンベリー』 集英社〈クイーンズコミックス〉 全5巻[6]
  1. 2011年5月19日発売[8]、ISBN 978-4-08-865626-7
  2. 2012年7月25日発売[9]、ISBN 978-4-08-865658-8
  3. 2013年8月23日発売[10]、ISBN 978-4-08-865666-3
  4. 2014年9月25日発売[11]、ISBN 978-4-08-865670-0
  5. 2015年4月24日発売[12]、ISBN 978-4-08-865672-4

## 映画
2015年5月9日に全国東宝系で公開、主演は真木よう子。監督は佐藤祐市が務めた。
出演者は主演の真木が言っていたどおりに西島や神木や古川などがカッコイイ出演者とちなみ『脳内イケメンポイズンベリー』と名付けられた。

### キャスト（映画）
- 櫻井いちこ - 真木よう子
- 吉田 - 西島秀俊
- 石橋 - 神木隆之介
- 池田 - 吉田羊
- ハトコ - 桜田ひより
- 早乙女亮一 - 古川雄輝
- 越智 - 成河
- 早乙女の元カノ - 岡本玲
- 川上礼子 - 野波麻帆[14]
- いちこの担当編集者 - カンニング竹山
- 山崎みほこ - ともさかりえ
- いちこの元婚約者 - 竹財輝之助
- 岸 - 浅野和之

### スタッフ（映画）
- 監督：佐藤祐市
- 製作：石原隆、渡辺直樹、市川南
- プロデューサー：鈴木吉弘、坂上真倫、古郡真也
- アソシエイトプロデューサー：大坪加奈
- 脚本：相沢友子
- 音楽：井筒昭雄
- 主題歌：クリープハイプ「愛の点滅」（UNIVERSAL SIGMA）
- 撮影：清久素延
- 照明：清水智
- 録音：金杉貴史
- 美術：相馬直樹
- 装飾：田口貴久
- 衣装：宮本まさ江
- スタイリスト：三田真一
- ヘアメイク：望月志穂美、AYA
- 編集：田口拓也
- VFX：中村明博、山本雅之
- 選曲：藤村義孝
- 記録：目黒亜希子
- 助監督：三橋利行
- 制作担当：持田一敬
- 製作プロダクション：FILM
- 製作：フジテレビジョン、集英社、東宝
- 配給：東宝

### 封切り
全国316スクリーンで公開され、2015年5月9、10日の初日2日間で興収1億2,317万1,300円、動員9万417人になり、映画観客動員ランキング（興行通信社調べ）で初登場第7位となった。

### 受賞
- 第40回報知映画賞
  - 助演女優賞（吉田羊）[注 1][16]
- 第58回ブルーリボン賞
  - 助演女優賞（吉田羊） [注 2][17]

### 余談
- 映画の中でいちこがすき家で食事するシーンがあるが、原作ではそれが吉野家になっている。
- 本作公開に先駆け、タレントのIVANをスペシャルサポーターに起用。「IVANが観た!“いちこの恋のススメ方”」と称したチラシが上映館に配布されていた。また映画の公式ツイッターでは、本作の感想をツイートした方の中から抽選で、北海道産の高級いちごが当たるプレゼント企画が行われていた。
- 2015年5月31日、北海道恵庭市にあったシネマコンプレックス『恵庭・東宝シネマ8』は、本作品の上映終了をもって閉館した。

## 舞台
初演が、2020年3月21日より3月25日にかけて、新国立劇場の中劇場にて公演。当初は、同年3月14日から3月20日、同年3月26日から3月29日にかけても公演が予定されていたが、2019新型コロナウイルスの感染拡大の影響で中止になった。
再演が、2022年8月26日より9月6日にかけて明治座（8月31日休演）、同年9月10日から12日にかけてクールジャパンパーク大阪のWWホールにて公演。

### キャスト（舞台）
初演
- 吉田 - 市原隼人
- 櫻井いちこ - 蓮佛美沙子
- 池田 - 早霧せいな
- 岸 - グァンス（SUPERNOVA）
- 石橋 - 本髙克樹（7 MEN 侍 / ジャニーズJr.）
- ハトコ - 斉藤優里
- 越智 - 白石隼也
- 早乙女亮一 - 渡辺碧斗
- あずみ - 河西智美

再演
- 櫻井いちこ - 本仮屋ユイカ
- 吉田 - 八木勇征（FANTASTICS from EXILE TRIBE）
- 越智宏彦 - 平野良
- 早乙女亮一 - 白石隼也
- 石橋 - 猪野広樹
- ハトコ - 早川夢菜（NMB48）
- 池田 - 木村花代
- 岸 - 石黒賢
- あずみ - 竹野留里
- ナレーション（声の出演） - 浦田わたる

### スタッフ（舞台）
初演
- 脚本：新井友香、今奈良孝行
- 演出：佐藤祐市（共同テレビジョン）
- 美術：土屋茂昭、松生紘子
- 照明：吉川ひろ子
- 音響：山本浩一
- 音楽：オレノグラフィティ
- 映像：櫻井明男
- ヘアメイク：宮内宏明
- 衣装：牧角綾乃
- 演出助手：山本真一郎
- 舞台監督：山本圭太

再演
- 脚本：新井友香、今奈良孝行
- 演出：佐藤祐市（共同テレビジョン）

## 参考資料
- 水城せとな 『脳内ポイズンベリー』 第1巻（書誌情報参照）